# پروبیت

نمودار تابع پروبیت

در تئوری احتمالات و آمار، تابع پروبیت تابع کمیت مرتبط با توزیع نرمال استاندارد است. این شیوه در تجزیه و تحلیل داده‌ها و یادگیری ماشین، به ویژه گرافیک‌های آماری اکتشافی و مدل‌سازی رگرسیون تخصصی متغیرهای پاسخ باینری کاربرد دارد.
از نظر ریاضی، پروبیت وارون تابع توزیع تجمعی در توزیع نرمال استاندارد است که به صورت زیر نشان داده می‌شود. {\displaystyle \Phi (z)} ، بنابراین probit به صورت زیر تعریف شده است:
{\displaystyle \operatorname {probit} (p)=\Phi ^{-1}(p)\quad {\text{for}}\quad p\in (0,1)} .